# Communauté de communes Côte d’Émeraude
Die Communauté de communes Côte d’Émeraude ist ein französischer Gemeindeverband mit der Rechtsform einer Communauté de communes in den Départements Ille-et-Vilaine und Côtes-d’Armor in der Region Bretagne. Der Gemeindeverband wurde am 10. Dezember 1996 gegründet und besteht aus acht Gemeinden (Stand: 1. Januar 2023). Der Verwaltungssitz befindet sich im Ort Pleurtuit. Eine Besonderheit ist die Département-übergreifende Mitgliedschaft ihrer Gemeinden.

## Historische Entwicklung
Mit Wirkung vom 1. Januar 2017 wurde die Gemeinde Tréméreuc vom Gemeindeverband Communauté de communes Rance-Frémur übernommen.
Mit Wirkung zum 1. Januar 2023 trat die Gemeinde Beaussais-sur-Mer aus diesem Gemeindeverband aus und schloss sich gleichzeitig der Dinan Agglomération an.

## Mitgliedsgemeinden
| Gemeinde                               | Einwohner 1. Januar 2022 | Fläche km² | Dichte Einw./km² | Code INSEE | Postleitzahl | Département     |
| -------------------------------------- | ------------------------ | ---------- | ---------------- | ---------- | ------------ | --------------- |
| Dinard                                 | 10.407                   | 7,84       | 1.327            | 35093      | 35800        | Ille-et-Vilaine |
| La Richardais                          | 2.624                    | 3,14       | 836              | 35241      | 35780        | Ille-et-Vilaine |
| Lancieux                               | 1.602                    | 6,69       | 239              | 22094      | 22770        | Côtes-d’Armor   |
| Le Minihic-sur-Rance                   | 1.499                    | 3,91       | 383              | 35181      | 35870        | Ille-et-Vilaine |
| Pleurtuit                              | 7.064                    | 29,67      | 238              | 35228      | 35730        | Ille-et-Vilaine |
| Saint-Briac-sur-Mer                    | 2.228                    | 8,06       | 276              | 35256      | 35800        | Ille-et-Vilaine |
| Saint-Lunaire                          | 2.647                    | 10,27      | 258              | 35287      | 35800        | Ille-et-Vilaine |
| Tréméreuc                              | 728                      | 4,15       | 175              | 22368      | 22490        | Côtes-d’Armor   |
| Communauté de communes Côte d’Émeraude | 28.799                   | 73,73      | 391              | –          | –            | –               |